# Akropolis Idrottsförening
O Akropolis Idrottsforening, ou simplesmente Akropolis IF, foi um clube de futebol da Suécia fundado em 1968. Sua sede ficava localizada em Estocolmo. Em 2024 o clube foi extinto por problemas financeiros.